# Hanns-Martin Schleyer elrablása és meggyilkolása
Hanns-Martin Schleyert, a német gyáriparosok szövetségének elnökét a Vörös Hadsereg Frakció nevű szélsőbaloldali nyugatnémet terrorszervezet rabolta el, majd gyilkolta meg 1977 őszén.

## A terrorakció

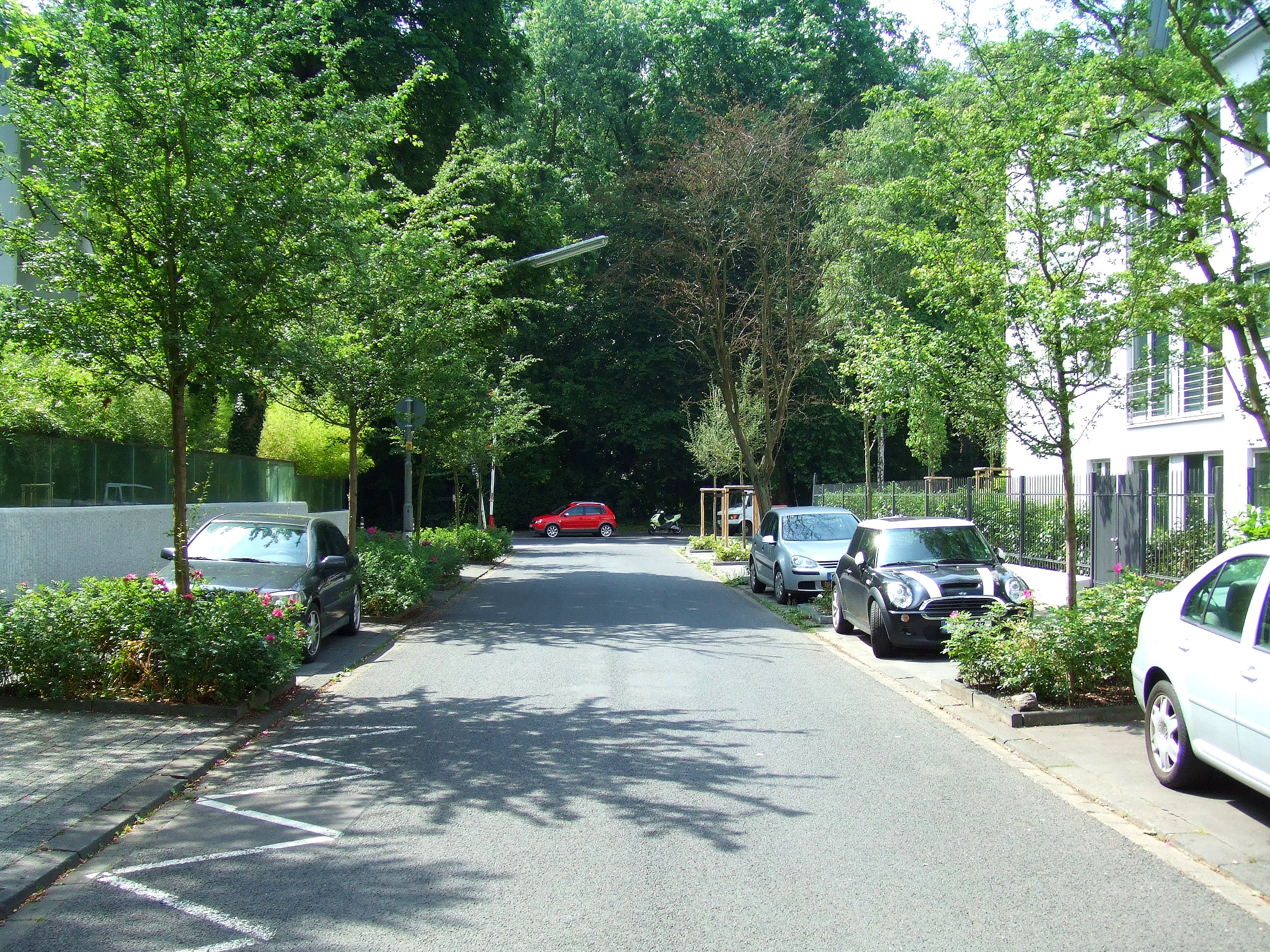
Az emberrablás helyszíne

Hanns-Martin Schleyer elrablását Siegfried Haag tervelte ki, de őt 1976-ban letartóztatták, így végrehajtása Brigitte Mohnhaupt feladata lett. 1977. szeptember 5-én egy RAF-kommandó Kölnben megtámadta Schleyer hivatali autóját a Vincenz-State Strassén. Az autót egy babakocsival állították meg, amelyet váratlanul kitoltak az úttestre. A Schleyer kocsija mögött haladó rendőrautó nem tudott időben megállni, és belerohant az előtte haladó járműbe. Ekkor négy vagy öt maszkos terrorista gépfegyverekből tüzet nyitott, és megölte Schleyer 41 éves sofőrjét, Heinz Marciszt és az autójában ülő 20 éves rendőrt, Roland Pielert. A támadásban szintén meghalt a rendőrautó vezetője, a 41 éves Reinhold Brändle, valamint utasa, a 24 esztendős Helmut Ulmer. 
Az utóbbi két rendőrt több mint húsz lövedék találta el. Schleyert a terroristák kirángatták a járműből, majd egy teherautóval elvitték.
Hanns-Martin Schleyert Erftstadtban tartották fogva. A rendőrség, belső kommunikációs hibák miatt, nem találta meg az elrabolt gyárost, annak ellenére, hogy egyszer be is csöngettek az érintett apartmanba, hogy kikérdezzék az ott élőket. A RAF azt követelte, hogy a kormány bocsássa szabadon a szervezet letartóztatott tagjait. A kabinet ezt visszautasította. Fogvatartói Schleyert később Belgiumba vitték. A terroristák október 8-án képet küldtek Schleyerről, hogy bizonyítsák, életben van.
Az emberrablás után 43 nappal Andreas Baadert, Gudrun Ensslint és Jan-Carl Raspét, a szervezet tagjait holtan találták cellájukban. A terroristák október 18-án Schleyert Brüsszelből a franciaországi Mulhouse-ba vitték. Útközben agyonlőtték, majd egy zöld Audi 100 csomagtartójában hagyták a Charles Péguy utcában.

## Fordítás
Ez a szócikk részben vagy egészben  a   Kidnapping and murder of Hanns-Martin Schleyer című angol Wikipédia-szócikk ezen változatának fordításán alapul.  Az eredeti cikk szerkesztőit annak laptörténete sorolja fel. Ez a jelzés csupán a megfogalmazás eredetét és a szerzői jogokat jelzi, nem szolgál a cikkben szereplő információk forrásmegjelöléseként.